# Nacospatangus depressus
Nacospatangus depressus är en sjöborreart som beskrevs av Hubert Lyman Clark 1917. Nacospatangus depressus ingår i släktet Nacospatangus och familjen sjömöss. Inga underarter finns listade i Catalogue of Life.